# 青岛公交303路线
青岛公交303路线是青岛市胶州湾东岸城区的一条公交线。该路线自1994年5月28日起开通运营，途径市南区、市北区和李沧区三区。

## 路线走向
- 下行：途经合川路、九水东路、黑龙江中路、大崂路、夏庄路、书院路、重庆中路、重庆南路、温州路、内蒙古路、华阳路、辽宁路、泰山路、商河路、陵县支路、冠县路、莘县路、广州路、云南路、滋阳路、费县路、郯城路。
- 上行：途经费县路、东平路、广州路、莘县路、冠县路、陵县支路、包头路、商河路、泰山路、辽宁路、华阳路、内蒙古路、温州路、重庆南路、重庆中路、书院路、夏庄路、大崂路、黑龙江中路、九水东路、合川路。[參⁠ 2][參⁠ 3][參⁠ 1]

## 停车站点
本路线共设置37个停车站点，其中1个仅单方向停靠。
| 序号 | 站名             | 下行                                  | 下行                       | 上行                          | 上行                      | 轨道交通换乘     |
| 序号 | 站名             | 停站                                  | 站位                       | 停站                          | 站位                      | 轨道交通换乘     |
| ---- | ---------------- | ------------------------------------- | -------------------------- | ----------------------------- | ------------------------- | ---------------- |
| 1    | 李沧工业园站     | 快进的向下双箭头图形 · 公共汽车的图形 | 合川路/彭水路              | 向上箭头图形 · 公共汽车的图形 | 合川路/彭水路             |                  |
| 2    | 合川路站         | 向下箭头图形 · 公共汽车的图形         | 九水东路/合川路            | 向上箭头图形 · 公共汽车的图形 | 九水东路/合川路           |                  |
| 3    | 郑庄站           | 快进的向下双箭头图形 · 公共汽车的图形 | 九水东路/铜川路            | 向上箭头图形 · 公共汽车的图形 | 九水东路/铜川路           |                  |
| 4    | 侯家庄站         | 向下箭头图形 · 公共汽车的图形         | 九水东路/青银高速          | 向上箭头图形 · 公共汽车的图形 | 九水东路/青银高速         |                  |
| 5    | 东桥站           | 向下箭头图形 · 公共汽车的图形         | 九水东路/(青银高速-巨峰路) | 向上箭头图形 · 公共汽车的图形 | 九水东路(巨峰路-青银高速) |                  |
| 6    | 东李村站         | 快进的向下双箭头图形 · 公共汽车的图形 | 九水东路/巨峰路            | 向上箭头图形 · 公共汽车的图形 | 九水东路/巨峰路           |                  |
| 7    | 东北庄站         | 向下箭头图形 · 公共汽车的图形         | 大崂路/观崂路              | 向上箭头图形 · 公共汽车的图形 | 大崂路/观崂路             |                  |
| 8    | 维客广场站       | 快进的向下双箭头图形 · 公共汽车的图形 | 大崂路/夏庄路              | 向上箭头图形 · 公共汽车的图形 | 大崂路/夏庄路             |                  |
| 9    | 李村站           | 向下箭头图形 · 公共汽车的图形         | 书院路/古镇路              | 向上箭头图形 · 公共汽车的图形 | 书院路/古镇路             | 李村站（2、3）   |
| 10   | 峰山路站         | 向下箭头图形 · 公共汽车的图形         | 书院路/峰山路              | 向上箭头图形 · 公共汽车的图形 | 书院路/峰山路             |                  |
| 11   | 新村站           | 快进的向下双箭头图形 · 公共汽车的图形 | 书院路/君峰路              | 向上箭头图形 · 公共汽车的图形 | 书院路/君峰路             |                  |
| 12   | 曲戈庄站         | 向下箭头图形 · 公共汽车的图形         | 书院路/神清宫路            | 向上箭头图形 · 公共汽车的图形 | 书院路/神清宫路           |                  |
| 13   | 书院路站         | 向下箭头图形 · 公共汽车的图形         | 重庆中路/书院路            | 向上箭头图形 · 公共汽车的图形 | 重庆中路/书院路           |                  |
| 14   | 李村大集站       | 向下箭头图形 · 公共汽车的图形         | 重庆南路/跨海大桥高架路    | 向上箭头图形 · 公共汽车的图形 | 重庆南路/跨海大桥高架路   |                  |
| 15   | 郑州路站         | 向下箭头图形 · 公共汽车的图形         | 重庆南路/郑州路            | 向上箭头图形 · 公共汽车的图形 | 重庆南路/郑州路           |                  |
| 16   | 洛阳路东站       | 向下箭头图形 · 公共汽车的图形         | 重庆南路/洛阳路            | 向上箭头图形 · 公共汽车的图形 | 重庆南路/洛阳路           |                  |
| 17   | 小水清沟站       | 向下箭头图形 · 公共汽车的图形         | 重庆南路/开平路            | 向上箭头图形 · 公共汽车的图形 | 重庆南路/开平路           |                  |
| 18   | 德兴路站         | 向下箭头图形 · 公共汽车的图形         | 重庆南路/德兴路            | 向上箭头图形 · 公共汽车的图形 | 重庆南路/德兴路           |                  |
| 19   | 大山站           | 向下箭头图形 · 公共汽车的图形         | 重庆南路/蚌埠路            | 向上箭头图形 · 公共汽车的图形 | 重庆南路/蚌埠路           |                  |
| 20   | 公交保修四厂站   | 向下箭头图形 · 公共汽车的图形         | 重庆南路/德丰路            | 向上箭头图形 · 公共汽车的图形 | 重庆南路/德丰路           |                  |
| 21   | 清江路站         | 向下箭头图形 · 公共汽车的图形         | 重庆南路/清江路            | 向上箭头图形 · 公共汽车的图形 | 重庆南路/清江路           |                  |
| 22   | 山东路北站       | 快进的向下双箭头图形 · 公共汽车的图形 | 重庆南路/南京路            | 向上箭头图形 · 公共汽车的图形 | 重庆南路/南京路           |                  |
| 23   | 鞍山二路北站     | 快进的向下双箭头图形 · 公共汽车的图形 | 重庆南路/鞍山二路          | 向上箭头图形 · 公共汽车的图形 | 重庆南路/鞍山二路         |                  |
| 24   | 小村庄西站       | 向下箭头图形 · 公共汽车的图形         | 温州路/宁化路              | 向上箭头图形 · 公共汽车的图形 | 温州路/宁化路             | 小村庄站（1）    |
| 25   | 四方长途站       | 快进的向下双箭头图形 · 公共汽车的图形 | 温州路/杭州路              | 向上箭头图形 · 公共汽车的图形 | 温州路/杭州路             |                  |
| 26   | 内蒙古路长途站   | 向下箭头图形 · 公共汽车的图形         | 内蒙古路/长春路            | 向上箭头图形 · 公共汽车的图形 | 内蒙古路/洛阳路           | 内蒙古路站（4）  |
| 27   | 长春路站         | 向下箭头图形 · 公共汽车的图形         | 内蒙古路/长春路            | 向上箭头图形 · 公共汽车的图形 | 内蒙古路/长春路           |                  |
| 28   | 埕口路站         | 向下箭头图形 · 公共汽车的图形         | 华阳路/埕口路              | 向上箭头图形 · 公共汽车的图形 | 华阳路/埕口路             |                  |
| 29   | 华阳路站         | 向下箭头图形 · 公共汽车的图形         | 华阳路/辽宁路              | 向上箭头图形 · 公共汽车的图形 | 华阳路/辽宁路             |                  |
| 30   | 泰山路站         | 向下箭头图形 · 公共汽车的图形         | 泰山路/益都路              | 向上箭头图形 · 公共汽车的图形 | 泰山路/青城路             | 泰山路站（2、4） |
| 31   | 大港站           | 向下箭头图形 · 公共汽车的图形         | 商河路/铁山路              | 向上箭头图形 · 公共汽车的图形 | 商河路/铁山路             |                  |
| 32   | 新疆路小港二路站 | 向下箭头图形 · 公共汽车的图形         | 新疆路/小港二路            | 向上箭头图形 · 公共汽车的图形 | 新疆路/小港二路           |                  |
| 33   | 小港站           | 向下箭头图形 · 公共汽车的图形         | 莘县路/胶州路              | 向上箭头图形 · 公共汽车的图形 | 莘县路/胶州路             |                  |
| 34   | 菏泽路站         | 快进的向下双箭头图形 · 公共汽车的图形 | 莘县路/云南路              | 向上箭头图形 · 公共汽车的图形 | 莘县路/云南路             |                  |
| 35   | 云南路站         | 向下箭头图形 · 公共汽车的图形         | 广州路/云南路              | 向上箭头图形 · 公共汽车的图形 | 广州路/云南路             |                  |
| 36   | 东平路定陶路站   | 向下箭头图形 · 公共汽车的图形         | 东平路/观城路              |                               |                           |                  |
| 37   | 火車站西廣場     |                                       |                            | 向上箭头图形 · 公共汽车的图形 | 东平路/广州路             |                  |
| 37   | 郯城路火车站     | 快进的向下双箭头图形 · 公共汽车的图形 | 郯城路/太平路              | 向上箭头图形 · 公共汽车的图形 | 费县路/单县支路           | 青岛站（1、3）   |

## 运营时间
以下均为当地时间（UTC+8）为准。
- 李沧工业园站（主站）：5:00-20:30
- 郯城路火车站（副站）：6:00-21:50

## 票制票价
本路线车辆均为普通车，无人售票一票制。每人次投币CNY ¥ 1。

## 特色服务

### 学生专车
303路线工作日早晚高峰时段开通学生专车，行驶路线、站点不变，仅限学生乘坐。学生专车运行时，车辆头牌显示“学生专车”字样，或在前挡风玻璃处放置“学生专车”标牌。
- 早：李沧工业园站6:10、6:20发出下行车2班次；青岛火车站6:30发出上行车1班次。
- 晚：李沧工业园站17:55发出下行车1班次；青岛火车站17:30、17:40发出上行车2班次。

### 互联网+公交快车
303路线工作日上下班高峰时段开通“互联网+”公交，只停靠客流集中的部分站点，以缩短运行时间。快车运行时，车辆前挡风玻璃处放置“互联网+公交快车”标牌。
- 李沧工业园站6:40发出下行车1班次。